# 李克穆
李克穆（1952年7月—），男，山东淄博人，中华人民共和国政治人物，曾任中国保监会副主席、党委副书记，第十二届全国政协委员。